# Turkesztáni cinege
A turkesztáni cinege a széncinege (Parus major) egyik alfaja. Kazahsztán, Üzbegisztán, Türkmenisztán, Tádzsikisztán, Kirgizisztán, Irán, Afganisztán, Kína és Mongólia száraz, félsivatagos területein él. 15 centiméter hosszú, mintázata hasonlít a széncinegééhez, de a szürke különböző árnyalataiban, s farka is hosszabb, mint az európai alfajé (Parus major major). Fészkét faodúkba helyezi el. A monogám párok február közepétől állnak össze. Áprilistól késő júniusig költ. A nőstény 4-8 tojást rak le.
Egyes szerzők külön fajként írják le, három alfajjal: P. b. bokharensis (Lichtenstein, 1823), P. b. turkestanicus (Zarudny & Loudon, 1905), P. b. ferghanensis (Buturlin, 1912).